# 金纯仁
金纯仁（英語：Gershom Whitfield Guinness，1869年4月25日—1927年4月12日）是一位在华医疗传教士，受中国内地会派遣，在中国河南省行医传教30年之久，主持著名的开封福音医院。最后因抢救伤员，感染伤寒病逝。

## 早年
1869年4月25日，金纯仁出生于法国巴黎的一个来自都柏林的爱尔兰新教传教士家庭，是家中的幼子，也是健力士啤酒家族的后代。金纯仁的父母（Henry Grattan Guinness和Fanny Fitzgerald）曾在世界各地传教15年之久，又在伦敦东区办了一所传教士训练学院。他们的心愿就是让四个子女都成为传教士，到海外传教。金纯仁也在14岁远赴澳大利亚塔斯马尼亚岛的朗塞斯頓，念了两年中学。
他在1886年17岁时进入剑桥的理氏学院（Leys School），1891年就读于剑桥大学凯氏学院（Caius college），主修医学，于1896年获内外全科医学士（MB BCh）学位。

## 河南传教三十年
金纯仁和他的兄弟姐妹一样，也成了一名传教士，实现了他父亲的梦想。他追随姐姐金乐婷（Geraldine Taylor），也加入了中国内地会。他在1897年2月10日，前往中国传教。3月27日，金纯仁抵达上海，先在南京学习中文，随后派往河南省，在该省传教长达三十年之久。最初几年的驻扎地点包括襄城县、周家口（今周口市）、陈州府（今淮阳县）以及南部的赊旗店（今社旗县）。
1900年夏天，中国北方发生排外的义和团暴乱，金纯仁和他的同工被迫逃离赊旗店，辗转逃到汉口，幸免于屠杀。随后他转往烟台。他的逃难经历见于他姐姐金乐婷在1930年出版的《金纯仁传教中国河南记》。
义和团暴乱平息后，金纯仁于1902年初被官府护送，回到赊旗店。同年，他和同工包崇德（Robert Powell）二人，成功进入此前一直禁止传教士进入的河南省会开封，很快在大纸坊街建立宣教站和诊所。1905年，中国内地会的创始人戴德生在去世前不久，前来访问河南省的内地会福音站，金纯仁一直陪同他，直到他在长沙去世（6月3日）。同年9月22日，金纯仁与来自瑞典的宣教士沙珍妮姑娘（Miss Jane af Sandeberg）在上海结婚。
1906年1月，开封福音医院正式开业。这个教会医院在医疗和佈道两个方面都异常成功。
1908年，金纯仁到河南卫辉拜访加拿大长老会差会传教士顧約拿單（Jonathan Goforth），带给开封教会一次属灵的复兴。另一次复兴发生在1925年，金纯仁在英国参加开西大会（Keswick Jubilee Convention）之后。
1927年，中国内战期间，河南省处于战乱状态。金纯仁在开封福音医院抢救伤兵时，感染伤寒，被送往北京协和医院急救，4月12日在那里病故，享年58岁。

## 家庭
- 长女欢欣（Joy Guinness，1906年10月30日，中国河南开封—）曾就读于山东烟台的芝罘学校。
- 儿子立时（Henry Whitfield Guinness，1908年4月18日，中国河南开封—1996年2月17日，英国肯特郡 Pembury）是一位在华传教士。曾就读于山东烟台的芝罘学校。
- 次女掌珠（Pearl Guinness，1910年，中国河南开封-1918年12月，中国河南开封）8岁时患急性盲肠炎去世。
- 孙子葛尼斯（Os Guinness，1941年9月30日，中国-）成为一名美国作家和基督教辩护者 [2]
- 大姐金乐婷（Geraldine Taylor），中国内地会女传教士，戴德生次子戴存义（F. Howard Taylor）之妻。